# Johann Theodor Viehmeyer
Johann Theodor Viehmeyer (Marienfeld, 7 de febrer de 1870 - Starnberg, 17 de març de 1947) fou un pianista i compositor alemany.
També és conegut com a Theodor Wiehlmayer. Estudià al Conservatori de Leipzig i es donà a conèixer com a concertista, visitant en qualitat de tal, Suècia i Noruega. De 1902 a 1906 fou professor de piano al Conservatori de Leipzig, i el 1908 fou nomenat del de Stuttgart.

## Obres
- Preludi i fuga, per a orgue
- 5 Spezial-Etuden,
- Schule der Fingertechnik,
- Tonleiterschule,
- Universal-Etuden,

També va donar noves edicions de l'Schule der Virtuose, de Carl Czerny, i Tägliche Studien de Carl Tausing.